# След (философия)
След — философское понятие.

## К истории понятия «след»
Понятие «след» (la trace) в первую очередь связывают с именем Жака Деррида. В своей работе «О грамматологии» (1967) Деррида определяет его следующим образом: «След — это ничто, он не есть нечто сущее, он ведёт нас за пределы вопроса „что это такое?“ и делает его в известной мере возможным» (О грамматологии, р.110, цит. по: Филиппов Л. И., 1978. С. 160).
История этого понятия может быть прослежена вплоть до античной философии, где понятие «след» (typos, typosis; гл. typto — букв. удар, столкновение) впервые возникает и передаётся через метафору отпечатка на воске.
Словарь Лиддла-Скотта предлагает следующие значения этого слова, все они подразумевают эффект, производимый внешними факторами на объект: 1. удар или столкновение, напр. «удар копытом», «след от лошадиного копыта»; 2. след от печати, отпечаток клейма; 3. штамп, печать; 4. ощущение, впечатление (как эффект, производимый на чувства, ощущения (восприятие) и интеллект).
А. Ф. Лосев даёт следующий комментарий этому слову:
Слово это входит в одно гнездо с глаголом, означающим «бью», «выбиваю», «отбиваю», «отделываю». «Тип» — это, собственно говоря, то, что «выбито». «Тип» резко отличается от «морфе» тем, что последняя представляет собою как бы некоторого рода случайный кусок чего-нибудь, несущий на себе также и соответствующие качества или свойства, в то время как «тип» есть нечто специально отбитое, выбитое, изготовленное, отделанное; это — специальным образом отделанный и изготовленный, специально оформленный кусок металла, дерева или какого-нибудь другого более или менее крепкого вещества. Поэтому «тип», как его употребляет Платон, является всегда носителем определённого смысла. Это, так сказать, — рельефно, скульптурно или, по крайней мере, эскизно набросанная смысловая предметность; иногда «тип» указывает на «общий очерк» обсуждаемого предмета, на его смысловые границы. В «Кратиле» (397а) собеседники собираются говорить об именах в пределах уже набросанного ими «типа» исследования. При назначении начальников и стражей, минуя всякие подробности, надо соблюдать общий «тип» их воспитанности, который испытывается специальными средствами (R.P. II 414а). Приблизительно та же мысль — и в других местах (VI 491 с, VIII 559а, Legg. IX 876е). Иногда «тип» у Платона означает «отпечаток», «оттиск», «отражение» (Theaet. 194b, R.P. II 377b, Tim. 71b). Говорится о разных моральных качествах, или «типах», тех мифов, из которых нужно делать выбор в целях воспитания (R.P. II 377с). Здесь «тип» — едва ли просто «разновидность», скорее же «художественная выразительность» или «выпуклость». В этом смысле «тип» ставится рядом с термином «закон» (380с). О соответствующих «типах» мифов читаем и ещё раз в том же диалоге (III 387 с; о «типах» «прекрасных нравов» — 402d, ср. 403е). В этом смысле закон является «образцом и оттиском» высшей жизни.
Суть метафоры в том, что под дощечкой понимается ум или душа, а под отпечатком — впечатление и ощущения. Платон определяет память как «отпечаток перстня на воске» («Теэтет») и считает её одним из важнейших элементов познания окружающего; познание согласно Платону осуществляется через процедуру припоминания, а значит память — хранилище и источник всех знаний, но она, как и ощущения, пассивна.
Сократ. Так вот, чтобы понять меня, вообрази, что в наших душах есть восковая дощечка; у кого-то она побольше, у кого-то поменьше, у одного из более чистого воска, у другого — из более грязного или у некоторых он более жёсткий, а у других помягче, но есть у кого и в меру… 

Скажем теперь, что это дар матери Муз Мнемосины, и, подкладывая его под наши ощущения и мысли мы делаем в нём оттиск того, что хотим запомнить из виденного, слышанного или самими нами придуманного, как бы оставляя на нём отпечатки перстней. И то, что застывает в этом воске, мы помним и знаем, пока сохраняется изображение этого, когда же оно стирается или нет уже места для новых отпечатков, тогда мы забываем и больше уже не знаем… 
(Теэтет 191 c-e; 194 c — 195 a).
Для Аристотеля эта метафора отражает образы чувственного восприятия, подобные печати, остающейся на воске. Такие впечатления являются основным источником всякого знания; несмотря на то, что они очищаются и обобщаются мыслящим интеллектом, без них невозможны ни сама мысль, ни знание, так как всякое знание в первую очередь зависит от чувственных восприятий («О душе», «О памяти и припоминании»).
Не менее популярна эта метафора равно как и аллюзии на понятие следа были и впоследствии. Как tabula rasa они встречаются в средневековой философии у Альберта Великого и в Новое время у Локка, как tabula abrasa (то есть табличка отскобленная) — у Фрэнсиса Бэкона.

### Междисциплинарный характер следа
В современной науке понятие «след» является междисциплинарной категорией. Оно, без сомнения, является ключевым понятием для таких дисциплин как теория и методология истории, а также теоретическое источниковедение, которые с необходимостью обращаются к проблеме исторического источника. Разумеется, далеко не каждый «след прошлого» может стать для историка его «источником», но любой источник, какого бы рода он не был и какой характер он не носил бы, принципиально является «следом прошлого».
Отсюда следует, что для истории понятие след является ключевой эпистемологический категорией. Первым, кто обратил внимание на эпистемологическое значение понятия «след» для исторической науки, был французский историк Марк Блок (Marc Bloch), для которого следы являлись ничем иным как «невольными свидетелями» прошлого. Блок даёт нам поразительно точное определение понятию источник, непосредственно связывая его с понятием следа: «что понимаем мы под словом ‚источник‘, если не ‚след‘, то есть доступный нашим чувствам знак, оставленный феноменом, который сам по себе для нас недоступен?»
К этому определению Марка Блока позже возвращается французский философ Поль Рикёр (Paul Ricœur), по праву замечая, что «этим сказано всё, но загадка остаётся…». В своём фундаментальном труде «Время и рассказ» (Temps et récit) Рикёр стремится решить загадку следа, рассматривая его как нарративную категорию. Для того, чтобы познать след, необходимо проследить траекторию его развития во времени и изложить её впоследствии в рассказе, говорит Рикёр. Феномен следа включает в себя, таким образом, нарративно-темпоральную взаимосвязь между понятиями время, след и рассказ, считает он.

С философских позиций анализирует понятие «след» и немецкий философ Мартин Хайдеггер, который применяет к нему обозначение «антиквариат», то есть исследует его в роли музейного экспоната. Хайдеггер задаётся вопросом — по какому праву мы называем «это сущее» (музейные экспонаты) историческим, если оно не ушло, если оно принадлежит Здесь-Бытию? И приходит к выводу, что 
«очевидно, что Здесь-Бытиё никогда не может уйти / стать прошлым и не потому что оно является непреходящим, а потому что оно в сущности не является присутствующим; если оно есть, оно существует» (нем. «Offenbar kann das Dasein nie vergangen sein, nicht weil es unvergänglich ist, sondern weil es wesenhaft nie vorhanden sein kann, vielmehr, wenn es ist, existiert. Nicht mehr existierendes Dasein aber ist im ontologisch strengen Sinne nicht vergangen, sondern da-gewesen»).
Эту, начатую историками и философами, традицию междисциплинарного подхода к понятию «след», продолжили в XXI столетии представители такой юной научной дисциплины как медиальная философия, среди которых особо выделяется берлинская исследовательница Сибилле Кремер (Sybille Krämer). Кремер не только систематизировала результаты предыдущих исследований понятия «след» (нем. Spur), но она выделила и целый ряд его существенных атрибутов. Прежде всего Кремер указала на такие существенные качества понятия след, как материальность и репрезентативность, немотивированность и случайность, гетерогенность и пассивность, а также одномерность. Следы не позволяют себя изменить и любая попытка изменить какой-либо след, считает Кремер, ведёт к тому, что она лишь оставляет после себя новый след (напр., ретушированные фотографии). В то же время Кремер указывает на нарративность, интерпретативноть и полисемичность (многозначность) следов. Кремер по праву замечает, что 
«бытиё следа есть ставшее таким бытиё» (нем. «Das >Sein< der Spur ist ihr >Gewordensein<»). 
Но в этом случае она лишь обращается к мыслям известного немецкого теоретика истории XIX столетия Иоганна Густава Дройзена (Johann Gustav Droysen), который широко использовал в своей «Историке» понятие >Gewordensein<, то есть «ставшего таким бытия», которое «стало таким» лишь благодаря следам прошлого, к которым, по мнению Дройзена, относится абсолютно всё, чего 
«коснулась человеческая рука или человеческий дух» («was Menschengeist und Menschenhand gestaltet, geprägt, berührt hat»). 
Центральная мысль Кремер заключается в том, что след является не просто «средством» или «инструментом» человеческого познания, а он есть «продукт» человеческого мышления (нем. «Spur ist nicht das (Erkenntnis-)Werkzeug, sondern das Denkzeug»).

Следы являются символами, материально зафиксировавшими изменения бытия. С другой стороны, следы лишь тогда что-то «фиксируют», если они кем-то читаются или воспринимаются. Ведь существуют такие ситуации, на которые указывал ещё Дройзен, когда следы прошлого находятся рядом с нами, но в то же время не воспринимаются нами как «следы прошлого». Одно лишь материальное присутствие определённого объекта прошлого, таким образом, не является ещё гарантией его присутствия как «следа». В этом смысле наличие следа предполагает его восприятие. Вне акта восприятия следа нет и не может быть следа. Но следы не просто используются человеком как его «познавательные средства», а они воспринимаются им в контексте или, как считает В. Дильтей (W. Dilthey), «в комплексе сложных взаимодействий» (in Wirkungszusammenhängen) его настоящего. А это означает, что следы прошлого воспринимаются нами в контексте сложных и активных взаимосвязей, элементами которых они невольно становятся. Причём, воспринимаются не только с исторической или философской, но и с этической перспективы, на что и указывает в своей немецкоязычной работе Андреас Буллер (Andreas Buller), который описывает след как этическую категорию : 
«человеческие следы являются зеркальным отражением самого человека, который видит, открывает и познаёт себя как 'человек' в своих собственных следах, которые 'показывают' ему не только то, каким он был в прошлом, но и 'указывают' на то, каким он должен быть в будущем, то есть говорят ему, какие следы он, как существо нравственное, должен в своей жизни оставить. Человек не только читает следы прошлого, но он и оценивает их с нравственной точки зрения. „След“, таким образом, является для человека ещё и нравственной категорией» (нем. «Spuren sind ‚Spiegelbilder‘ des Menschen. Der Mensch erkennt sich selbst in seinen eigenen Spuren, weil sie ihm nicht nur zeigen, was er in der Vergangenheit gewesen ist, sondern auch, was er in Zukunft sein, d. h. welche Spuren er in seinem Leben hinterlassen soll. Da der Mensch ein moralisches Wesen ist, nicht nur liest er die Spuren der Vergangenheit, sondern auch bewertet sie. Für den Menschen ist der Spurbegriff eine wertbezogene Kategorie»).
Отсюда следует вывод, что историк, читая следы прошлого, обязан проявлять к нему этические чувства и эмоции. Историк не может и не должен равнодушно, не проявляя никаких чувств и эмоций, описывать то прошлое, в котором были совершены массовые преступления, а он имеет полное право выразить чувство сострадания к невинным жертвам этого прошлого и осудить виновников его массовых преступлений. Историк имеет полное право дать исследуемому им прошлому нравственную оценку. Более того, не получившее нравственной оценки историка, прошлое навсегда останется не только непознанным, но и непреодолённым прошлым.

### Вневременной характер следа
Человек не только читает следы чужого прошлого, но он и сам оставляет их. Следы, образуя традиции, ритуалы и культурные системы, соединяют людей во времени, но сами при этом находятся «вне времени». Следы лежат в основе любой культуры, потому что легко переходят границы настоящего времени. По этой причине любой, следующий следам, человек, являясь (ис)следователем, (рас)следователем, (по)следователем или же (на)следователем, благодаря следам, имагинарно присутствует не только в своём настоящем, но и в своём прошлом или даже будущем. Человек в состоянии читать также «следы будущего», как это делают, например, астрономы. Если археологи обращаются к прошлому человека, то астрономы устремляются в его будущее, читая следы ещё не наступивших событий. Но как астрономы, так и археологи занимаются в принципе одним и тем же делом — они «читают» и интерпретируют те следы, которые они находят в своём настоящем. Присутствуя в настоящем, след всегда содержит в себе информацию как о прошлом, так и будущем человека. След есть вневременная категория, охватывающая собой как прошлое, так настоящее и будущее. Он «есть», потому что он «был». Однако для историка нечто лишь тогда «было», когда оно «есть», то есть когда оно присутствует как «след» здесь и сейчас. То прошлое, которое не оставило историку абсолютно никаких следов, а исчезло «бесследно» в пучине времени, остаётся для него принципиально закрытым. «Ушедшим» или «прошедшим» для человека может лишь то, что оставило после себя следы, указывающие на бывшее присутствие того, что ушло или прошло. По этой причине Кремер указывает на отсутствующее присутствие следа, замечая, что «след показывает не на отсутствующее, а, скорее, на само отсутствие» (нем. «Spuren zeigen nicht das Abwesende, sondern vielmehr dessen Abwesenheit»). Тем самым 
«СЛЕД не даёт окончательно уйти тому, что давно уже ушло и прошло. И этим он в какой-то мере провоцирует нас: СЛЕД стирает границу между тем, что БЫЛО и что ЕСТЬ. Он „сам“ является одновременно тем, что БЫЛО, и тем, что ЕСТЬ. След и БЫЛ, и ЕСТЬ. Благодаря ему, мы (ре)конструируем или (вос)создаём (не)существующее».

### Символический и мистический характер следа
Благодаря материальным следам, прошлое приобрело для нас символический характер, то есть стало нематериальным символом материального мира. В этом отношении понятие след родственно таким понятиям как «символ» или «знак». Символы, точно также как и следы, принадлежат как сфере материального, так и нематериального бытия, потому что они находятся в точке пересечения двух различных миров — как мира внешнего, так и мира внутреннего, как мира телесного (материального), так и духовного (идеального), как мира видимого, так и невидимого, утверждает немецкий «Словарь символики»: 
«Als Zusammengesetztes steht das Symbol im Schnittpunkt zweier verschiedener Seinsebenen. Gerade durch seinen Schnittpunktcharakter ist es aber nicht nur ein (von einer Ebene auf die andere) hinweisendes Zeichen, sondern es hat auch an beiden teil: im Äußeren offenbart sich das Innere, im Körperlichen das Geistige, im Sichtbaren das Unsichtbare». 
Символы и знаки репрезентируют нечто, чем они сами не являются. Тем самым они выполняют коммуникативные функции. Однако, если все символы, без сомнения, являются «знаками», то далеко не все знаки становятся/являются «символами». Знаки, обозначая и презентируя нечто, позволяют себя произвольно менять, то есть они, основываясь на соглашениях и договорённостях, имеют относительное (формальное, условное) значение. Другое дело символы. Последние не просто обозначают или презентируют действительность, но и сами являются её составным элементом, который в состоянии не только определять процессы действительности, но и «символически» участвовать в них. Здесь достаточно упомянуть пример национальной символики (флаг, гимн), которая для человека является всё-таки нечто большим, чем простые «знаки». Тем более, что символы не просто отражают человеческие воззрения и убеждения, но они активно и формируют их.

То же самое можно сказать и о следах, которые, по аналогии с символами, являются действенными элементами настоящей действительности. Следы оказывают самое непосредственное влияние на процессы человеческого познания мира. Одним уже своим существованием, считает Буллер, 
«„след“ конкретизирует прошлое, выделяя из безграничного „всё, что было“, только определённые события, образы и феномены. Никакой след не включает в себя „всё, что было“, а он лишь селективно, в конкретной форме сохраняет из того, „что было“, только отдельные элементы БЫЛОГО, ограничивая таким образом его презентацию и превращая безграничное и недоступное „всё, что было“ в ограниченное и доступное нам ПРОШЛОЕ. Мы можем сказать, что СЛЕД, ограничивая БЫЛОЕ, делает таким образом невоспринимаемое — воспринимаемым и безграничное — ограниченным». 
Таким образом след, надо сказать, вынуждает (ис)следователя следовать следам лишь определённого прошлого. По этой причине след является не пассивным, а активным фактором процесса познания мира — фактором, с которым любой (ис)следователь вынужден считаться. Ведь любой следователь или исследователь вынужден следовать лишь тем следам прошлого, которые он находит в своём настоящем. Таким образом следы, уже одним своим присутствием, «диктуют» историку то, какое прошлое он может и должен изучать. Историк может изучать лишь то прошлое, которое оставило после себя следы. Через свои «следы» прошлое оказывают своё незримое влияние на настоящее. В этом заключается мистический характер следа, который является действенным и влиятельным фактором нашего настоящего.
Любой (ис)следователь, как правило, видит в изучаемых им следах прежде всего «инструменты» познания окружающего мира. Но следы являются «инструментами» познания не только окружающего мира, но и самого человека. В человеческих следах скрыта не только история человечества, но и сущность самого человека, который в состоянии познать самого себя, лишь читая, изучая и исследуя следы своего собственного прошлого. По этой причине понятие «след» является ключевой эпистемологический категорией, значение которой до сих пор явно недооценивалось современной наукой. Но сегодня понятие «след» имеет все шансы стать ведущей категорией науки XXI столетия.